# Förderpreis für Tanz der Landeshauptstadt München
Mit dem Förderpreis Tanz der Landeshauptstadt München wird biennal eine künstlerisch herausragende Leistung oder eine ungewöhnliche künstlerische Position ausgezeichnet. Choreographen und Tänzer sollen mit diesem Preis Unterstützung für die Entwicklung weiterer Projekte erhalten, wobei vor allem im experimentellen, forschenden Bereich des Tanzes gefördert werden soll. Einzelpersonen oder Ensembles in allen Stilrichtungen des Tanzes können den Förderpreis erhalten.
Für die mit 6000 Euro dotierte Auszeichnung kommen Künstlerinnen und Künstler sowie Ensembles in Betracht, die in der Region München leben bzw. deren Schaffen eng mit dem Kulturleben Münchens verknüpft ist. Das Vorschlagsrecht hat eine vom Münchner Stadtrat berufene Kommission aus Fachjuroren und Mitgliedern des Stadtrats.

## Preisträger
- 2024: Sahra Huby
- 2022: Ceren Oran
- 2020: Moritz Ostruschnjak
- 2018: Stefan Herwig
- 2016: Stefan Dreher
- 2014: Anna Konjetzky
- 2012: Sabine Glenz
- 2010: Ludger Lamers
- 2008: Claudia Senoner
- 2006: Ki-Hun Kim
- 2004: Mia Lawrence
- 2002: Olga Cobos und Peter Mika
- 2000: Tom Plischke
- 1997: Compagnie Dance Energy / Micha Purucker
- 1994: Viviana Marrone